# هیستوپلاسما کپسولاتوم
هیستوپلاسما کپسولاتوم (به انگلیسی: Histoplasma capsulatum) یک گونه از قارچ‌های دو ریخت است. این قارچ، در تمام دنیا به استثنای جنوبگان، یافت می‌شود اما معمولاً در مجاورت آب‌های جاری در دره‌ها، شیوع بیشتری دارد. هیستوپلاسما، در مناطق مرکزی و شرقی ایالات متحده آمریکا، و در حاشیهٔ رود می‌سی‌سی‌پی و رود اوهایو و پس از آن، در آمریکای مرکزی و آمریکای جنوبی، شایع‌تر است. این قارچ، در سال ۱۹۰۶، توسط ساموئل تیلور دارلینگ، توصیف شد.

## بیماری‌زایی
هیستوپلاسموزیس معمولاً از نظر بالینی عفونتی خفیف می‌باشد، و اغلب شخص مبتلا حتی متوجه وجود عفونت نمی‌شود. این قارچ می‌تواند در ریه‌ها زنده بماند، و زمانی که فرد دچار ضعف ایمنی شود، فعال شده و ایجاد بیماری کند. هیستوپلاسموزیس، اغلب با عنوان عفونت حاد ریوی تعریف می‌شود. علائم بالینی آن شبیه به یک سینه‌پهلوی حاد است، با این تفاوت که بدون درمان در اغلب موارد، بهبود حاصل می‌شود. این عفونت در کودکانی که به تازگی در معرض هیستوپلاسما قرار گرفته‌اند دیده می‌شود.

## نگارخانه

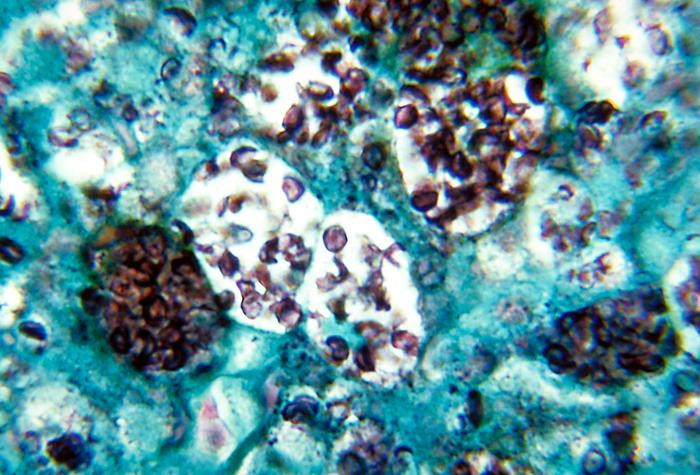
H. capsulatum. Methenamine نقره ای رنگ.
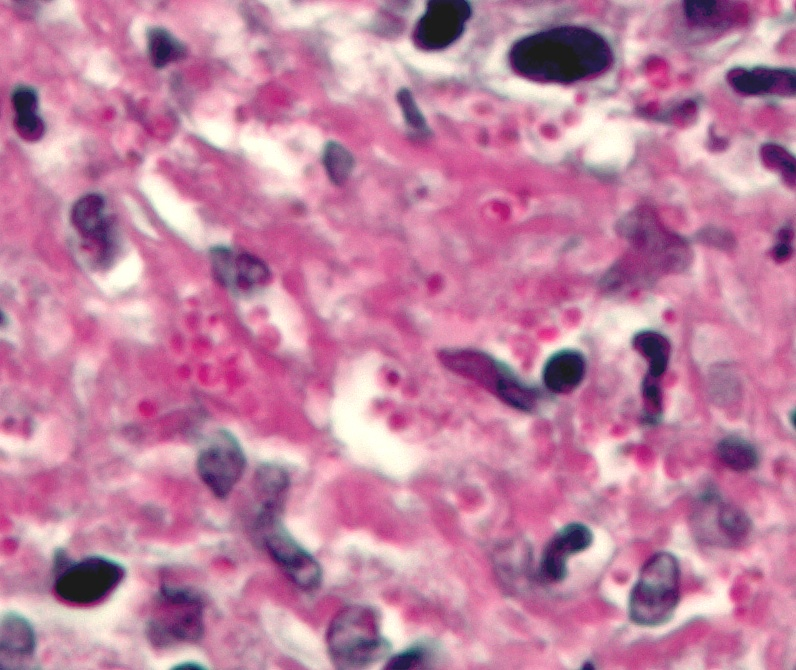
Histoplasma. پاس diastase لکه.
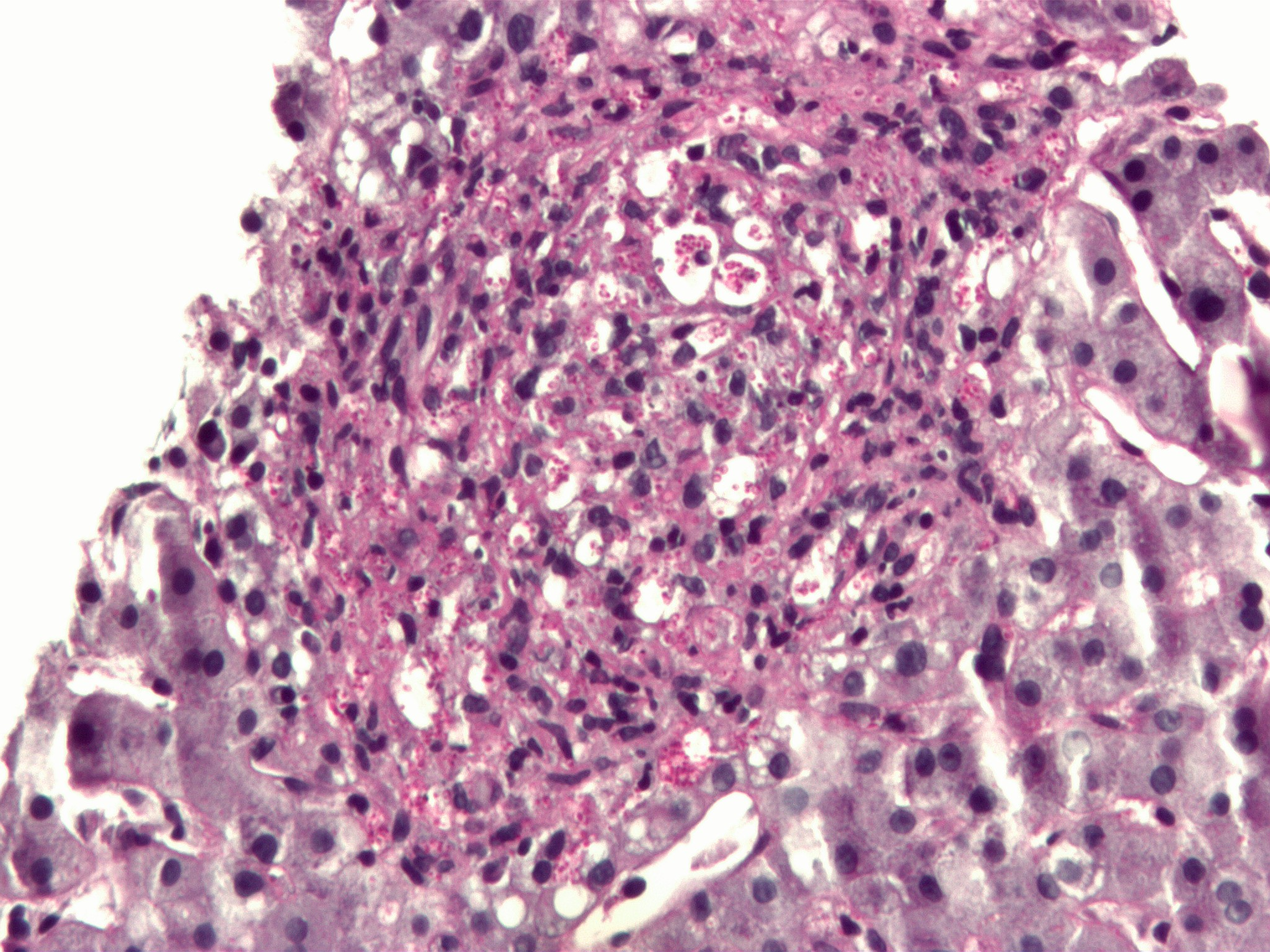
Histoplasma در granuloma. پاس diastase لکه.
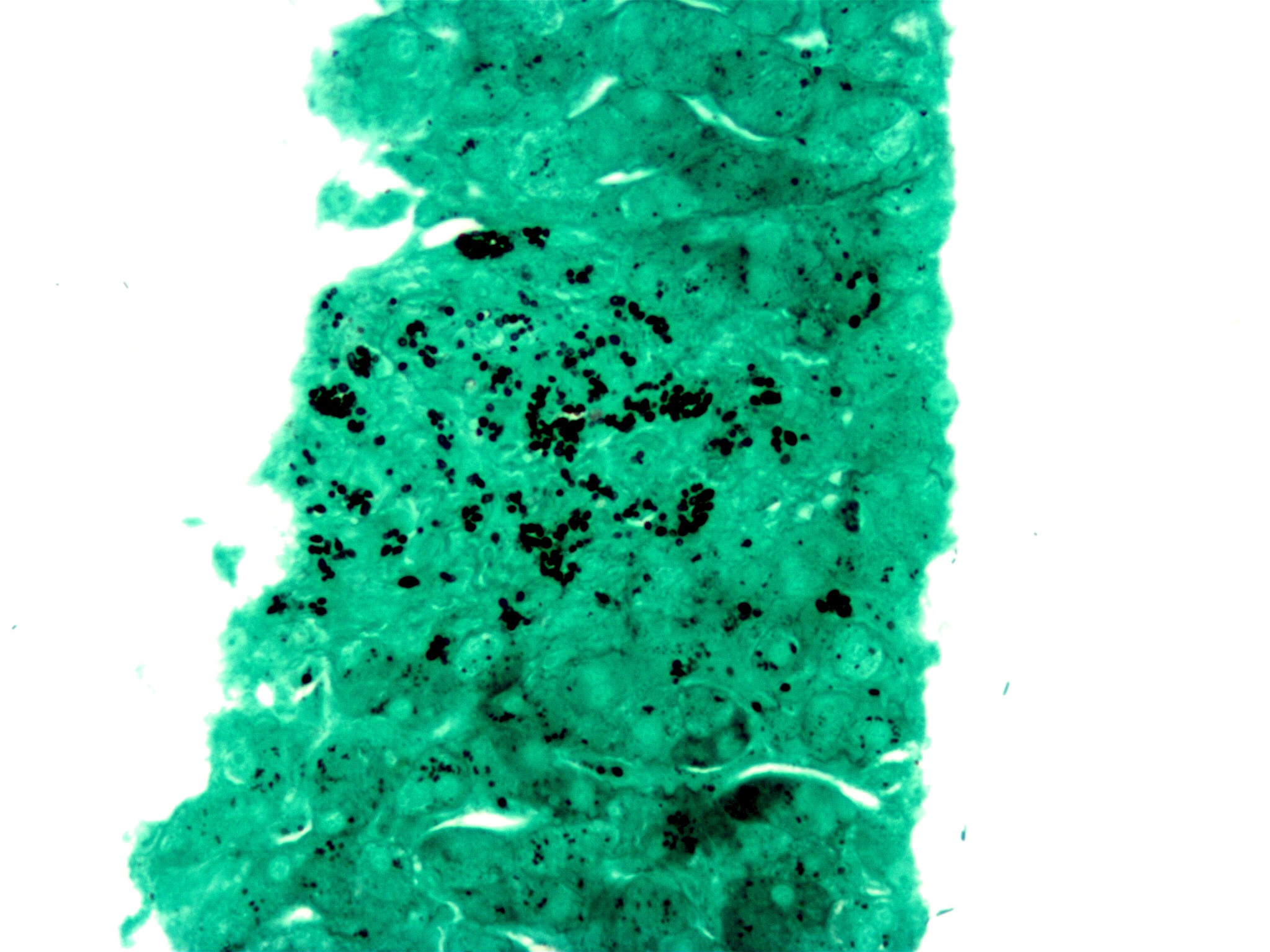
Histoplasma در granuloma. GMS لکه.